# Nyctimystes obsoletus
Espèce
Synonymes
- Hyla obsoleta Lönnberg, 1900
- Litoria obsoleta (Lönnberg, 1900)

Statut de conservation UICN

 DD  : Données insuffisantes
Nyctimystes obsoletus est une espèce d'amphibiens de la famille des Pelodryadidae.

## Répartition
Cette espèce est endémique de la province de Morobe en Papouasie-Nouvelle-Guinée. Elle se rencontre dans la péninsule de Huon.

## Description
L'holotype mesure 34 mm.

## Publication originale
- Lönnberg, 1900 : Reptiles and batrachians collected in German New Guinea by the late Dr Erik Nyman. Annals and Magazine of Natural History, sér. 7, vol. 6, p. 574-582 (texte intégral).